# Осада Сен-Назера
Осада Сен-Назера (англ. Saint-Nazaire pocket) — 9-месячная осада американо-французскими войсками стратегически важной военно-морской базы немецкого флота в порту Сен-Назера на побережье Бискайского залива, проводившаяся в ходе Нормандской операции во время Второй мировой войны.

## Предыстория
Город Сен-Назер (регион Пеи-де-ла-Луар) до Второй мировой войны был одним из крупнейших портов Атлантического побережья Франции. В июне 1940 года город был оккупирован немецкими войсками. С сентября 1940 порт Сен-Назера стал использоваться Кригсмарине в качестве базы подводных лодок. В феврале 1941 года организация Тодта приступила к строительству бетонных бункеров для субмарин, которые должны были обезопасить их от бомбардировок союзников.

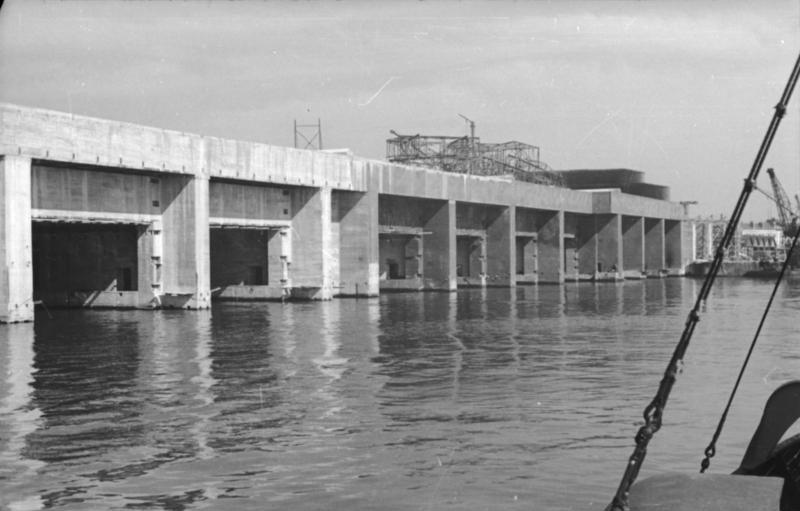
Бункер для субмарин в Сен-Назере

Строительство базы было завершено в 1942 году. 28 марта 1942 года британские коммандос осуществили рейд на порт Сен-Назера, в результате которого был разрушен сухой док Луи Жубер Лок, который был единственным сухим доком на побережье Атлантики, способным принимать самый мощный корабль в составе Кригсмарине — линкор «Тирпиц». В 1942—1943 гг. году союзники подвергли Сен-Назер сильнейшим бомбардировкам, в ходе которых большая часть города была разрушена. Город пережил более 50 авианалётов, в ходе которых погибло 479 мирных жителей. Однако бомбардировки не смогли нанести существенного ущерба базе подводных лодок. Ни одна немецкая субмарина не пострадала в ходе этих налетов.

## Осада Сен-Назера

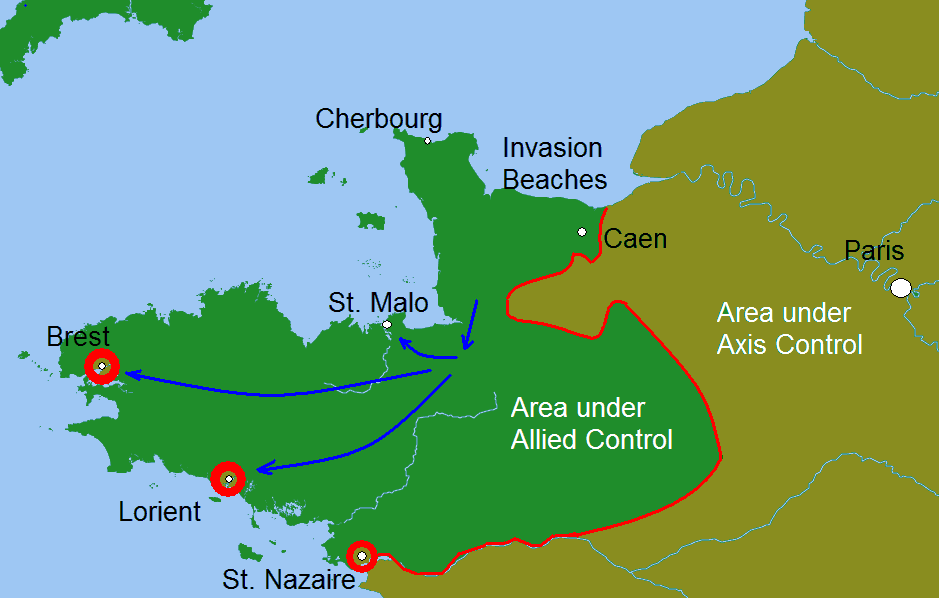
Карта, показывающая прорыв союзников с плацдарма в Нормандии

В конце июля — начале августа 1944 года американские войска в ходе операции Кобра прорвали немецкую оборону в Нормандии и освободили полуостров Бретань и вышли к реке Луара. В результате быстрого продвижения американских войск в западном и южном направлениях часть немецких войск оказалась заблокированной в портах Брест, Ла-Рошель, Лорьян и Сен-Назер. Гитлер ещё 19 января 1944 года объявил эти города «крепостями» и приказал оборонять их до последнего солдата (нем. Festung).
Столкнувшись с ожесточенным сопротивлением противника при штурме Бреста, Главное командование союзных сил приняло решение не предпринимать попыток штурма Сен-Назера, в котором немцам удалось выстроить мощную оборону вдоль реки Вилен и канала Нант-Брест. Изоляция немецких войск была поручена отрядам французского Сопротивления. Поддержку им оказывали подразделения 94-й пехотной дивизии США, разделенные между «карманами» в Лорьяне и Сен-Назере. В конце декабря 1944 года на смену 94-й дивизии приходит 66-я пехотная дивизия. Немецкие войска в Сен-Назере имели значительное количество артиллерии, в том числе тяжелые орудия калибра 240 мм. В то же время отряды французского Сопротивления были вооружены в основном лишь стрелковым вооружением и трофейными орудиями калибра 75 мм и 105 мм. Поэтому французы не предпринимали серьёзных попыток взять Сен-Назер штурмом. Кроме того, они были предупреждены немецким командованием, что в случае штурма немцы уничтожат все портовые сооружения, подобно тому, как это было сделано в Бресте. Таким образом, на протяжении 9 месяцев существования «кармана» в Сен-Назере, там не велось серьёзных боевых действий. Стороны ограничивались взаимными обстрелами и проведением локальных операций. На этом основании боевые действия в «карманах» Бискайского залива иногда называют «Забытым фронтом союзников».

## Капитуляция немецких войск
После подписания в Реймсе 7 мая 1945 года Акта о капитуляции Германии немецкое командование начинает переговоры с французами о сдаче города. Капитуляция немецкого гарнизона была подписана 8 мая 1945 года в 5 часов вечера. Боевые действия должны были прекратится с 00-01 9 мая 1945 года. Однако немецкое командование отказалось сдавать город французским войскам. В южном секторе «кармана» боевые действия продолжались до утра 11 мая 1945 года. Церемония капитуляции немецких войск состоялась в полдень 11 мая 1945 года на ипподроме города Буврон. Во время этой церемонии генерал Юнк сдал своё оружие американскому генералу Крамеру в присутствии генерала Чомеля и французских властей. Немецкое командование не стало отдавать приказ о разрушении портовых сооружений и затоплении кораблей остававшихся в гавани Сен-Назера.

## Итоги

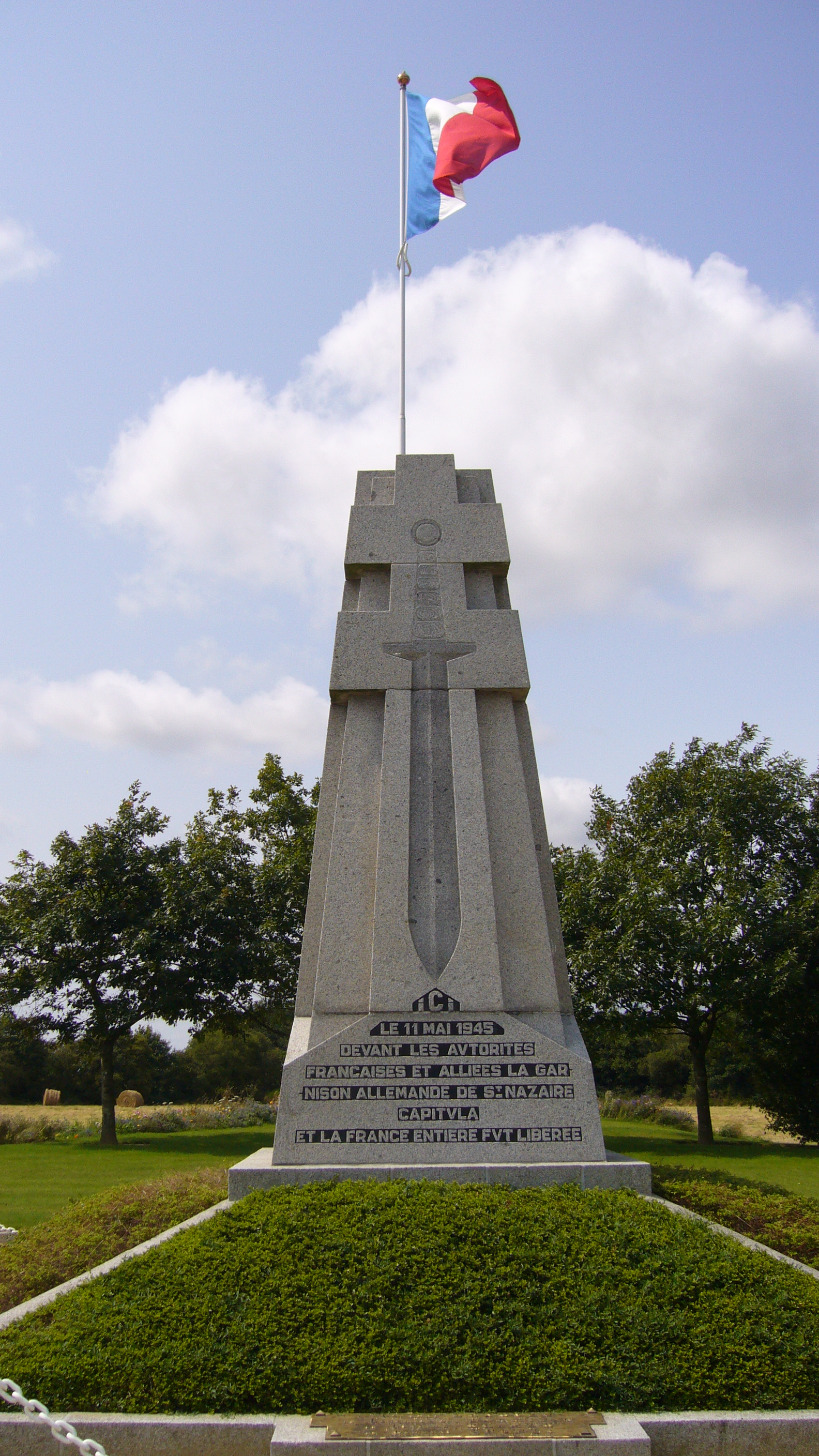
Памятник в г. Буврон, установленный в 1949 году в честь освобождения Сен-Назера и всей территории Франции от немецких захватчиков

В декабре 1944 года, после освобождения Эльзаса и Лотарингии, территория Франции была в основном очищена от немецких войск. Однако около 1 % территории страны («карманы» на берегу Бискайского залива, а также Дюнкерк) оставалось под контролем немцев вплоть до завершения войны. На протяжении 9 месяцев, начиная с осени 1944 года, германскому командованию удавалось сохранить под своим контролем военно-морские базы на Атлантическом побережье Франции. При этом численность немецких войск блокированных в портах Сен-Назер, Лорьян и Ла-Рошель насчитывала около 70 000 человек. Однако полноценное функционирование этих баз было невозможно в силу отсутствия топлива для подводных лодок.
Отказ союзников от активных боевых действий против немецких войск изолированных в Сен-Назере привел к тому, что американцы не смогли использовать порты Нанта и Сен-Назера для снабжения своих войск во Франции. В то же время отказ от штурма Сен-Назера был стратегически верным решением. Американские войска смогли блокировать мощную группировку противника, используя для этих целей плохо вооруженные отряды французского Сопротивления. При этом наиболее боеспособные американские части были использованы против основных сил Вермахта при наступлении на Германию.
Оккупация Сен-Назера продолжалась в течение 59-и месяцев. Жители Сен-Назера и окрестных населенных пунктов были освобождены от немецкой оккупации позже других европейцев. По мнению некоторых французских авторов, война в Европе закончилась 11 мая 1945 года с освобождением Сен-Назера.